# Cortocircuito (película)
Cortocircuito es una película estadounidense de 1986 dirigida por John Badham. Es una comedia de ciencia ficción en la que un prototipo de robot con inteligencia artificial llamado Johnny 5 escapa de sus creadores. La película está protagonizada por Ally Sheedy, Steve Guttenberg, Fisher Stevens, Austin Pendleton y G. W. Bailey, con Tim Blaney en la voz del robot. Este último, en la ficción de la película, hace parte de un programa de investigación llamado, en la versión original en inglés, S.A.I.N.T. (Strategic Artificially Intelligent Nuclear Transport). En la versión doblada al castellano de España dicho programa de investigación fue traducido como SANTI (Sistema Artificial Nuclear de Transporte Inteligente). Cada prototipo de dicho programa recibe ese nombre, pero con un número de identificación. El robot protagonista de la película es SANTI número 5, pero acaba más tarde por ser conocido sencillamente como «Johnny 5».
La película fue estrenada en 1986 y fue ganadora del premio BMI Film Music Award en 1987 (entregado al compositor David Shire). Se rodó una secuela, Cortocircuito 2, estrenada en 1988.

## Argumento
Número 5 es uno de los cinco prototipos de robots destinados a un uso militar por parte del Ejército de los Estados Unidos, aunque el principal científico responsable de su creación, Newton Crosby (Steve Guttenberg), está más interesado en los usos pacíficos de su inteligencia artificial, como por ejemplo la interpretación de instrumentos musicales. Durante una demostración de los prototipos en los terrenos de la compañía propietaria de los robots, Laboratorios Nova, en Damon (estado de Washington), un rayo cae sobre Número 5 y altera su programa, causando un mal funcionamiento. El robot escapa entonces de los terrenos de la compañía.
Número 5 recaba en la casa de una amante de los animales, Stephanie Speck (Ally Sheedy), en Astoria (Oregón), quien inicialmente cree que se trata de un visitante extraterrestre, hasta que se da cuenta de que se trata de un robot fabricado por Nova. Cuando Stephanie descubre que el robot es un ser sensible, intenta ayudarle a escapar de sus creadores, que lo ven únicamente como una máquina muy cara y muy peligrosa. Al mismo tiempo, Número 5 comprende el valor de la vida y, asumiendo que él mismo es un ser vivo, desarrolla un miedo a su programa militar y al desguace que le espera al volver a Nova, creyendo que para él será lo mismo que la muerte.
Finalmente, tras muchos enfrentamientos, Número 5 consigue fingir su destrucción a manos de los militares con la ayuda de Stephanie y de Crosby, que se enamoran. Después de ello los tres empiezan una nueva vida y Número 5 decide cambiar su nombre a Johnny 5. 

## Reparto
| Actor            | Personaje         |
| ---------------- | ----------------- |
| Ally Sheedy      | Stephanie Speck   |
| Steve Guttenberg | Newton Crosby     |
| Fisher Stevens   | Ben Jabituya      |
| G. W. Bailey     | General Schroeder |
| Austin Pendleton | Howard Marner     |
| Brian McNamara   | Frank             |
| Tim Blaney       | Nummer 5 (Stimme) |

## Producción

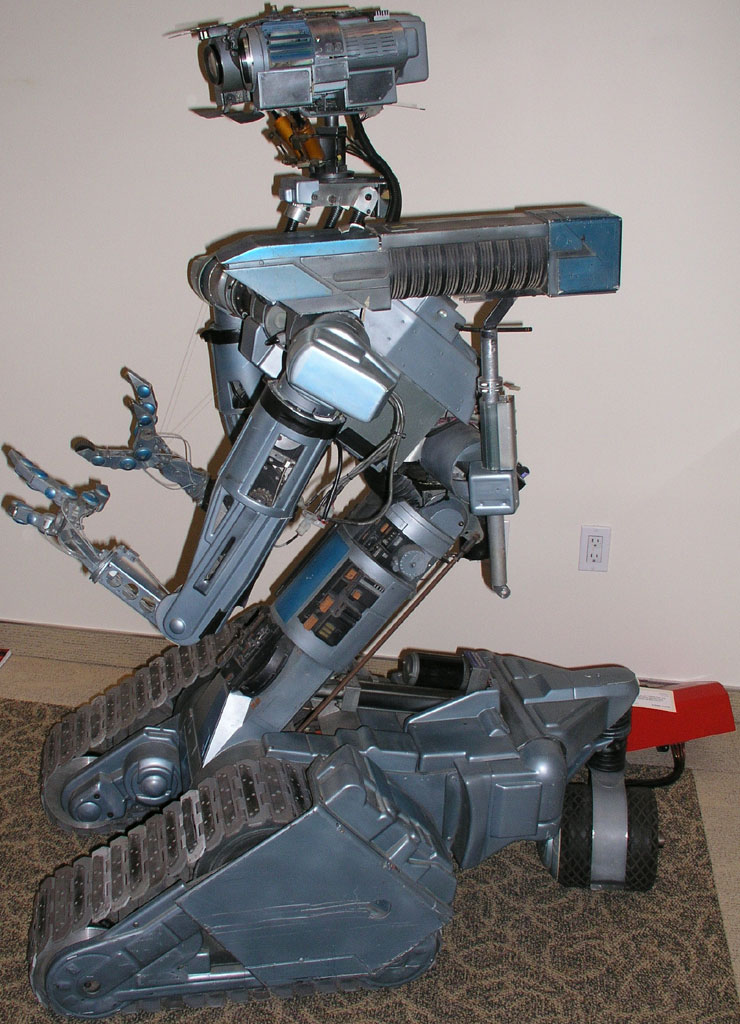
Número 5, personaje principal de la película.

La película fue concebida originalmente como un thriller oscuro. Se pretendía que número 5 fuese el villano de la historia: un robot militar armado y fuera de control que ha escapado del laboratorio que lo ha fabricado. Después de varias revisiones, los elementos más oscuros fueron eliminados y la película se convirtió en una comedia.[cita requerida] De esa manera, a diferencia del filme Juegos de guerra (1983), en esta película el director no se embarcó en un discurso antitecnológico, sino en otro antimilitarista.
La película costó quince millones de dólares. Según el comentario del DVD, Número 5 fue el elemento más caro de la película, y se requirieron varias versiones diferentes del mismo para poder realizar diferentes secuencias. El resto de la película fue relativamente barato.[cita requerida]
La película se filmó sobre todo en Oregón. También se filmó en Washington y California.

## Recepción
La película fue un éxito comercial recaudando más de cien millones de dólares. También fue apreciada por la crítica por su originalidad y el buen trabajo con el protagonista principal aunque también se consideró demasiado simple. La popularidad de la película también causó que, en 1988, se hiciera una segunda parte de la historia, con un director y un reparto distintos.